# Герб Седнева
Сучасний герб Седнева затверджений 22 серпня 2006 Рішенням сесії селищної Ради. Кам'яна фортеця, т.зв. «Кам'яниця Лизогубів», символізує ансамбль споруд у маєтку родини Лизогубів, який став культурно-мистецьким центром краю;
- Рука з шаблею і хрестом — елементи з родового герба Лизогубів, що символізує козацьку честь і відвагу.
- Щит герба знаходиться у фігурному обрамленні, яке вінчається короною, яка засвідчує існування в давні часи на території селища фортеці, яка захищала ці землі, поселення людей від нападів ворогів і те, що з 1959 р. Седнів має статус смт.

Щит синього кольору, що крім геральдичного тлумачення, символізує розташування селища на березі річки Снов та первинна назва — Сновськ.
«Фігурне обрамлення» — це золотий бароковий картуш. Він символізує статус Седнева як сотенного центру в XVII–XVIII ст. Кам'яна фортеця, рука з шаблею — срібні, хрест — золотий.

## Історичні герби Седнева
Найдавніший герб Седнева відомий з печатки 1691: у щиті хрест із сяйвом, супроводжуваний внизу півмісяцем, а з боків двома шестипроменева зірка.
З 1747 року відомий герб Седнева — в щиті геральдичний орел.

## Галерея

Герб Седнева (1691)
Герб Седнева (1747)